# Cerco de Euripo
O cerco de Euripo (moderna Cálcis) ocorreu em meados da década de 880, quando uma frota abássida, liderada pelo emir de Tarso Iazamane Alcadim, liderou cerco à cidade. O comandante bizantino local, Eniata, com sucesso defendeu a cidade e destruiu parte da força sitiante.

## Antecedentes
Na década de 820, dois eventos, o começo da conquista muçulmana da Sicília e o estabelecimento do Emirado de Creta, alterou a balança do poder entre o Império Bizantino e os árabes no Mediterrâneo. O primeiro logo levou ao estabelecimento de bases muçulmanas na península Itálica, enquanto a perda de Creta foi particularmente importante, pois abrigou o mar Egeu aos constantes raides muçulmanos. Além dos raides dos sarracenos cretenses, os califas abássidas também empenharam-se em fortalecer suas forças nos distritos fronteiriços cilicianos, e Tarso tornou-se uma grande base para ataques terrestres e marítimos contra território bizantino. Isso foi especialmente o caso durante o mandato de Iazamane Alcadim como governador de Tarso em 882-891.

## Cerco de Euripo
Logo após derrotar um grande ataque bizantino contra ele em 883, Iazamane reuniu suas forças para um grande raide contra as províncias bizantinas da Grécia. Segundo o historiador bizantino do século XI João Escilitzes, a frota de Iazamane compreendeu 30 cumpários (grandes navios de guerra designados para guerra bem como para fuga), e lançou um ataque contra a cidade de Euripo (o nome bizantino de Cálcis, situada no estreito de Euripo entre a Grécia Central continental e a ilha da Eubeia). O imperador Basílio I, o Macedônio (r. 867–886) recebeu informações das intenção de Iazamane, contudo, e o governador do local Tema da Hélade, um certo Eniata, estava bem preparado para batalhar, tendo reunido tropas de sua província, reparado as muralhas e instalado catapultas lançadoras de pedra sobre elas.
Escilitzes relata que os tarsenses lançaram sucessivos ataques contra a cidade, mas foram repelidos pelos defensores "com suas máquinas para lançar pedras, projéteis e dardos — para dizer nada de pedras lançadas dos muros pela mão", bem como pelas surtidas de seus próprios navios, equipados com fogo grego, que afundaram vários navios árabes. Finalmente, Iazamane colocou um grande escudo diante das linhas de suas tropas, encheu-o com ouro e prometeu recompensar com 100 empregadas o primeiro de seus homens que escalasse o muro. Quando os sitiados viram isso, entenderam que o ataque final era eminente, e então, gritando para encorajar uns aos outros, lançaram uma surtida. O ataque foi bem sucedido, matando muitos dos sitiantes e colocando o resto em fuga.

## Rescaldo
Escilitzes relata que Iazamane também caiu "no primeiro encontro", mas isso é claramente um erro ou confusão, pois Atabari relata que ele lançou mais raides contra o Império Bizantino em 886 e 888, e foi morto em 891 durante seu cerco da fortaleza bizantina de Salandu. Apesar desse sucesso bizantino, os raides sarracenos continuaram inabalados e alcançaram seu clímax no começo do século X com as atividades de Leão de Trípoli e Damião de Tarso, culminando no saque de Salonica, a segunda cidade do Império Bizantino, em 904. Foi apenas após a década de 920 que os bizantinos começaram a obter a dianteira, terminando na reconquista de Creta, Chipre e finalmente Tarso e Cilícia na década de 960 sob Nicéforo Focas.